# 11580 Bautzen
11580 Bautzen este un asteroid din centura principală, descoperit pe 3 mai 1994, de Spacewatch.